# Peter vu Hagebach
 (mai 2014).
Si vous disposez d'ouvrages ou d'articles de référence ou si vous connaissez des sites web de qualité traitant du thème abordé ici, merci de compléter l'article en donnant les références utiles à sa vérifiabilité et en les liant à la section « Notes et références ».
Peter vu Hagebach est une pièce de théâtre en alsacien écrite en 1913 par Lina Ritter, (1888-1981), sous-titrée e Volkstick üs d'r elsässische Vergangeheit (« une pièce populaire du passé alsacien »)
Il s'agit d'un drame dont le thème est le rachat par amour, avec un arrière-plan historique fort : la vie de Pierre de Hagenbach (vers 1420-1474), noble alsacien au service de Charles le Téméraire.

## Arrière-plan historique
En 1469, à la suite du traité de Saint-Omer, Pierre de Hagenbach est nommé bailli (Landvogt) du Sundgau par Charles le Téméraire, duc de Bourgogne.
Il se fait détester de ses sujets en menant avec zèle la politique décidée par le duc. 
En 1474, à la suite de la révolte de Breisach, il est fait prisonnier et jugé par un tribunal spécialement constitué par les magistrats des villes de la région, notamment Strasbourg et Bâle. Il est condamné à mort pour ne pas avoir empêché les exactions (meurtres, viols...) de ses troupes et exécuté le 9 mai 1474, ce qui est l'origine des guerres de Bourgogne. 

## Résumé
Le jour du vendredi saint, les femmes et les enfants vont à l'église. Les hommes ferment la marche, mais s'arrêtent sur le parvis. L'heure est grave. Des échos de guerre leur sont parvenus de Bâle. Il s'agirait de faire tomber Peter vu Hagebach, le maudit bailli, dont il dénonce la fierté sans bornes.
Richard vu Zaessigà est un noble, mais ami des petites gens qui lui demandent conseil : Hagebach doit partir. Il les exhorte à s'unir et à montrer leur volonté au lieu de s'agenouiller au moindre coup d'œil du tyran.
Christoph et Margreth, un couple de meuniers, sont les parents adoptifs de la belle Annele, qui est constamment prise entre deux feux : Peter et Richard. « Tu dois être à moi » dit le terrifiant Landvogt. Le doute et la jalousie le tenaillent : « Qui est l'autre ? Je vais le trouver ».
Zaessigà commence par ironiser devant Peter, puis les deux hommes finissent par tirer l'épée, l'un des deux est de trop. Annele ne veut entendre aucun d'eux. Peter en vient à utiliser la force. Les gardes emmènent la belle jeune fille. 
Annele essaye de fuir, elle ne veut pas que le sang soit versé. Elle s'oppose même aux gens du peuple en essayant de le convaincre de ne pas recourir à la violence. Annele croit dans les pouvoirs de la main tendue pour garantir la paix. Mais le feu est allumé. On sonne le tocsin, le clairon résonne : le soulèvement est inévitable.
Peter est finalement touché par la voix d'Annele qui lui fait découvrir une richesse intérieure au-delà de sa brutalité, restant même à ses côtés, au grand dam de ses amis. Elle inspire le dernier message de Peter vu Hagebach, qui souhaite au Sundgau de compter toujours des femmes aussi fortes.

## Une pièce non représentée à cause de la guerre de 1914
Écrite en 1913 la pièce a été répétée au château de Lichtenberg, mais aucune représentation publique n'a pu avoir lieu à ce moment, beaucoup des comédiens ayant été appelés sous les drapeaux lors du déclenchement de la Première Guerre mondiale (août 1914).